# Vieni, vieni da me amore mio
Vieni, vieni da me amore mio è un film pornografico del 1983 diretto da Mario Bianchi con lo pseudonimo Alan W. Cools.

## Trama
Marina Foresi, una donna di 25 anni che lavora in uno studio fotografico, ha una vita monotona; spera che un giorno la sua vita possa cambiare. Anche il fotografo con cui lavora la considera una fallita con dei sogni astratti. Un giorno, mentre si trova nella propria abitazione, atterra un alieno con sembianze umane; Marina se ne innamora e per provare l'esistenza degli alieni, decide di filmare il momento sessuale con la creatura.
Avendo fatto sviluppare le immagini, Marina chiama il suo direttore e altri giornalisti, pensando così che grazie a questo fatto importante diventerà ricca e famosa. Ma stranamente il filmato mostra Marina da sola: l'alieno dalle sembianze umane non appare.
Il direttore licenzia Marina, considerandola una pazza. La ragazza è disperata: non ha più lavoro e inoltre ha fatto una figura imbarazzante. Mentre Marina sta uscendo dalla villa dove lavorava, incontra l'alieno che le spiega che lui non appare nel filmato perché gli alieni non possono farsi notare troppo dagli esseri umani. L'alieno sa che Marina è stata licenziata, e le propone di scappare con lui sul proprio pianeta dove non si invecchia mai. Marina accetta e parte felicemente con l'alieno.